# Prathipadu, Guntur
Prathipadu là một mandal thuộc huyện Guntur, bang Andhra Pradesh, Ấn Độ. It is under the administration of Guntur revenue division and the headquarters are located at Prathipadu.